# The Challenge: Batalla por un Nuevo Campeón
The Challenge: Batalla por un nuevo campeón es la trigésimanovena temporada del reality de competencia de MTV The Challenge. Está temporada presenta a exparticipantes de The Challenge (Estados Unidos SI y SII y Argentina), Are You the One?, Big Brother (Estados Unidos y Reino Unido), Ex on the Beach (Reino Unido y Estados Unidos), Love Island (Estados Unidos), The Mole de Alemania, Exatlón Estados Unidos, Guerrero Ninja Israel, Ibiza Weekender, Survivor (Estados Unidos, Rumania y Turquía), The Bachelor & The Bachelorette (Australia), 12 Dates of Christmas, The Circle, The Only Way Is Essex, Shipwrecked y The Royal World compitiendo para ganar un premio inicial de $300.000.
Esta temporada es la primera en no presentar a un miembro del elenco que haya debutado directamente en The Real World y/o Road Rules y la primera temporada sin un concursante primerizo; La temporada tampoco cuenta con ganadores anteriores. 

## Elenco
Anfitrión: T.J. Lavin
| Participantes masculinos | Programa Original               | Resultado      |
| ------------------------ | ------------------------------- | -------------- |
| Emmanuel Neagu           | Survivor România 1              | Ganador        |
| Corey Lay                | 12 Dates of Christmas           | Cuarto puesto  |
| Justin "Jay" Starrett    | Survivor: Millennials vs. Gen X | Séptimo puesto |
| James Lock               | The Only Way Is Essex 24        | Episodio 17    |
| Horacio Gutiérrez        | Exatlón Estados Unidos 5        | Episodio 16    |
| Kyland Young             | Big Brother Estados Unidos 23   | Episodio 16    |
| Ed Eason                 | The Circle Estados Unidos 1     | Episodio 16    |
| Asaf Goren               | Ninja Israel                    | Episodio 14    |
| Callum Izzard            | Ibiza Weekender 7               | Episodio 7     |
| Ciarran Stott            | The Bachelorette Australia 5    | Episodio 5     |
| Hughie Maughan           | Big Brother Reino Unido 17      | Episodio 4     |
| Chauncey Palmer          | The Challenge: Todo o Nada      | Episodio 2     |

| Participantes femeninas | Programa Original                   | Resultado      |
| ----------------------- | ----------------------------------- | -------------- |
| Nurys Mateo             | Are You the One? 6                  | Segundo puesto |
| Colleen Schneider       | The Mole Alemania                   | Tercer puesto  |
| Berna Canbeldek         | Survivor Turquía 8                  | Quinto puesto  |
| Moriah Jadea            | The Challenge: Todo o Nada          | Sexto puesto   |
| Olivia Kaiser           | Love Island Estados Unidos 3        | Episodio 17    |
| Michele Fitzgerald      | Survivor: Kaôh Rōng                 | Episodio 17    |
| Zara Zoffany            | The Royal World                     | Episodio 15    |
| Ravyn Rochelle          | The Challenge: Todo o Nada          | Episodio 15    |
| Melissa Reeves          | Ex on the Beach Reino Unido 2       | Episodio 9     |
| Tula "Big T" Fazakerley | Shipwrecked: Batalla de las Islas   | Episodio 8     |
| Sofía "Jujuy" Jiménez   | The Challenge Argentina: El desafío | Episodio 3     |
| Jessica Brody           | The Bachelor Australia 7            | Episodio 1     |

### Campeones
Aunque no están en la pelea por ganar la temporada, diez excampeones de The Challenge aparecerán en la temporada para competir en rondas eliminatorias contra los concursantes.